# Birnir Snær Ingason
Birnir Snær Ingason (4 dicembre 1996) è un calciatore islandese, attaccante dell'Halmstad.

## Palmarès

### Club

#### Competizioni nazionali
- Reykjavik Cup: 1

Fjölnir: 2018
- Supercoppa d'Islanda: 1

Víkingur: 2022